# Dicranomyia mattheyi
Dicranomyia mattheyi är en tvåvingeart som beskrevs av Geiger 1985. Dicranomyia mattheyi ingår i släktet Dicranomyia och familjen småharkrankar.
Artens utbredningsområde är Schweiz. Inga underarter finns listade i Catalogue of Life.